# 有毒兔头鲀
有毒兔头鲀（学名：Lagocephalus sceleratus）为鲀科兔头鲀属的鱼类，俗名凶兔头鲀。分布于台湾岛等。该物种的模式产地在美洲海域和太平洋。

## 特徵
本魚體呈圓筒形，體表面光滑，口小。魚體背部具暗色斑點與小黑點，體中央具一條銀白色寬縱帶；尾鰭月形。特徵是眼前具一條銀色三角形斑，鰓孔黑色。背鰭軟條10-13枚，臀鰭軟條8-12枚，體長可達110公分。

## 生態
本魚棲息於礁沙混合區的大陸棚，偶爾進入河口活動。游動慢，受驚嚇會吸入大量的空氣或水，將魚體漲成球狀。屬肉食性，以小型底棲動物為食。

## 經濟利用
禁止食用，皮膚、精巢、魚肉和內臟均有河豚毒素，偶爾會在水族館供觀賞。